# Leiobunum crassipalpe
Leiobunum crassipalpe is een hooiwagen uit de familie Sclerosomatidae.